# Stoelenproject
De stichting Stoelenproject is een daklozenopvang aan de Marnixstraat in Amsterdam. Het biedt aan dak- en thuislozen gratis avond- en nachtopvang met een warme maaltijd. Elke avond is ruimte voor 48 bezoekers, ook als zij geen regiobinding hebben. Jaarlijks overnachten er 10.000 bezoekers. Het Stoelenproject heeft sinds 2002 haar gebouw in meerdere containers onder de Europarking aan de Marnixstraat 248 in Amsterdam.

## Geschiedenis
Het Stoelenproject is opgericht in 1989. In de eerste twee jaar waren er geen matrassen en sliepen de bezoekers op stoelen. Vandaar de naam Stoelenproject. Een belangrijke regel van het Stoelenproject is "Géén alcohol, géén drugs, géén geweld en géén discriminatie".

## Voorzieningen
Het Stoelenproject is jaarlijks geopend van 15 september t/m 30 april. De opvang is sober met basisvoorzieningen. Het biedt haar bezoekers matrassen (zonder dekens) om te slapen in een open ruimte. 's Avonds is er een warme maaltijd die gekookt wordt door het zusterproject 'Koken in een andere Keuken'. 's Ochtends verstrekt het Stoelenproject een ontbijtpakket met boterhammen. Ook is er koffie, thee en limonade beschikbaar. Er is de mogelijkheid om te wassen, zonder douches.
Tweemaal per week, op maandag- en donderdagochtend, worden overnachtingsbonnen voor de komende dagen uitgedeeld. De verdeling is afhankelijk van verschillende factoren zoals geslacht en leeftijd.

## Organisatie
Het Stoelenproject draait op 75 vrijwilligers en 3 parttime beroepskrachten. De stichting wordt gefinancierd door een subsidie van de gemeente Amsterdam (89%) en donateurs (11%).